# Булгакова, Илария Михайловна
Илария Михайловна Булгакова (31 марта 1892, Холм, Люблинская губерния — 1982, Хелм) — историк православия и педагог. Двоюродная сестра писателя Михаила Булгакова.

## Биография
Родилась в семье статского советника, преподавателя философии Холмской духовной семинарии Михаила Ивановича Булгакова (1861—1937) и Людмилы Булгаковой (ур. Гапанович, 1868—1962). Михаил Иванович Булгаков (дядя писателя М. А. Булгакова) в 1886 году окончил Санкт-Петербургскую духовную академию со степенью кандидата богословия и в следующем году был направлен в Холм, где и прожил всю оставшуюся жизнь. Мать Иларии — Людмила Полиевктовна Гапанович (1868—1962) родилась в городе Ковеле Волынской губернии в семье представителя древнего священнического рода Полиевкта Ивановича Гапановича, в 1870-х годах переехавшего на Холмщину.
В 1911 году перебралась в Киев, где жила в семье своего дяди А. И. Булгакова (к этому времени скончавшегося) и училась на Высших женских курсах. Сдружилась с двоюродным братом — будущим писателем Михаилом Булгаковым и его сестрой Надеждой. По мнению Е. А. Яблокова, от имени Илария (от греч. ἱλαρός — «весёлый, радостный») произошли имя и отчество персонажа «Белой гвардии» Лариона Ларионовича Суржанского (Лариосика).
В конце 1910-х-начале 1920-х годов жила в Москве, в семье своей подруги и двоюродной сестры Надежды Булгаковой-Земской, затем вернулась в Холм (Хелм), в 1919 году вошедший в состав Польши. В 1944 году спасла Холмскую икону Божией Матери, вынеся её из брошенного под Люблином железнодорожного эшелона и передав на хранение в семью Гавриила Коробчака, украинского священника, который, в свою очередь, во время операции «Висла» перевёз её на территорию Украинской ССР. В настоящее время икона выставляется в Музее волынской иконы..
С 1946 года преподавала русский язык и фортепиано в местном Музыкальном институте им. И. Падеревского (в 1951 году преобразован в музыкальную школу). С 1960-х годов занималась изучением истории православия в Польше (в частности, женского православного монашества на Холмщине), автор нескольких статей на эту тему. Согласно предположению Л. Л. Щавинской, «едва ли не первой написала о ныне знаменитом грузинском святом о. Григории Перадзе…, которого, видимо, лично знала». В 1977 году установила на Святой Горе Грабарке крест в память о Михаиле Булгакове.

## Избранные труды
- И. Булгакова. Статьи разных лет.
- Булгакова И. Свято-Иоанно-Богословская церковь в гор. Холме // Православный календарь на 1961 г. Варшава, 1960.
- И.Булгакова. Холмская духовная семинария: К 200-летию со времени основания (1760—1960 гг.) // Православный календарь на 1966 г. Варшава, 1965.
- И.Булгакова. К истории православного женского монашества на Холмщине и Подляшье // Православный календарь на 1966 г. Варшава, 1965.
- Bułgakow I. Ojciec archimandryta Grzegorz Peradze // Biuletyn Informacyjny Koła teologów prawosławnych. 1983. No2. S.16-17
- И. Булгакова. Статьи.